# Hilarempis minthaphila
Hilarempis minthaphila är en tvåvingeart som beskrevs av Collin 1928. Hilarempis minthaphila ingår i släktet Hilarempis och familjen dansflugor. Inga underarter finns listade i Catalogue of Life.